# Lins Challenger 1992
Il Lins Challenger 1992 è stato un torneo di tennis facente parte della categoria ATP Challenger Series nell'ambito dell'ATP Challenger Series 1992. Il torneo si è giocato a Lins in Brasile dal 27 luglio al 2 agosto 1992 su campi in terra rossa.

## Vincitori

### Singolare
Gilbert Schaller ha battuto in finale  Mauricio Hadad con il punteggio di 6–3, 6–3

### Doppio
João Cunha e Silva /  Nicolás Pereira hanno battuto in finale  Cássio Motta /  Fernando Roese con il punteggio di 6–3, 6–4